# Кубок В'єтнаму з футболу 2022
Кубок В'єтнаму з футболу 2022 — (також відомий як BaF Meat-National Cup - оскільки головним спонсором турніру виступав BaF Meat) 30-й розіграш кубкового футбольного турніру у В'єтнамі. Титул втретє здобув Ханой.

## Календар
| Раунд        | Дата              | Матчі | Клуби   |
| ------------ | ----------------- | ----- | ------- |
| Перший раунд | 5-7 квітня 2022   | 9     | 25 → 16 |
| 1/8 фіналу   | 9-11 квітня 2022  | 8     | 16 → 8  |
| 1/4 фіналу   | 7-8 вересня 2022  | 4     | 8 → 4   |
| 1/2 фіналу   | 23 листопада 2022 | 2     | 4 → 2   |
| Фінал        | 27 листопада 2022 | 1     | 2 → 1   |

## 1/8 фіналу
| Команда 1           | Рахунок      | Команда 2       |
| ------------------- | ------------ | --------------- |
| 9 квітня 2022       |              |                 |
| Хоангань Зялай      | 0:0 пен. 5:3 | Хонг Лін Хатінь |
| 10 квітня 2022      |              |                 |
| Тханьхоа            | 4:0          | Лонган (2)      |
| Хошимін Сіті        | 1:1 пен. 3:4 | Сайгон          |
| 11 квітня 2022      |              |                 |
| Дананг              | 1:2          | Ханой           |
| Біньфиок (2)        | 3:0          | Куангнам (2)    |
| Біньдінь            | 1:0          | Хайфон          |
| Ба Ріа Вюнг Тау (2) | 0:0 пен. 4:2 | Фо Хієн (2)     |
| Віеттел             | 5:0          | Кантхо (2)      |

## 1/4 фіналу
| Команда 1      | Рахунок      | Команда 2           |
| -------------- | ------------ | ------------------- |
| 7 вересня 2022 |              |                     |
| Тханьхоа       | 3:1          | Ба Ріа Вюнг Тау (2) |
| Хоангань Зялай | 1:1 пен. 5:3 | Сайгон              |
| 8 вересня 2022 |              |                     |
| Віеттел        | 0:0 пен. 3:5 | Біньдінь            |
| Біньфиок (2)   | 0:5          | Ханой               |

## 1/2 фіналу
| Команда 1         | Рахунок | Команда 2 |
| ----------------- | ------- | --------- |
| 23 листопада 2022 |         |           |
| Біньдінь          | 4:0     | Тханьхоа  |
| Хоангань Зялай    | 0:2     | Ханой     |

## Фінал
| Команда 1         | Рахунок | Команда 2 |
| ----------------- | ------- | --------- |
| 27 листопада 2022 |         |           |
| Ханой             | 2:0     | Біньдінь  |